# Desa Ajung (administrativ by i Indonesien, lat -8,21, long 113,67)
Desa Ajung är en administrativ by i Indonesien.   Den ligger i provinsen Jawa Timur, i den sydvästra delen av landet, 800 km öster om huvudstaden Jakarta.